# Высшие раки
Высшие раки (лат. Malacostraca) — класс самых крупных ракообразных, включающий таких известных представителей, как крабы, речные раки, креветки, мокрицы и бокоплавы. Содержит более 35 тысяч видов, являясь крупнейшим по численности классом ракообразных. Его представители распространены в морях, пресных водах и на суше. В геологической летописи появляются в кембрии.

## Анатомия
- Голова состоит из сегментов, несущих глаза, антенны, антеннулы и ротовые конечности: мандибулы, максиллы и максиллулы.
- Грудь состоит из восьми сегментов, несущих одно- или двуветвистые конечности. У многих форм передние 1—3 сегмента этого отдела сливаются с головой, образуя синцефалон, и их конечности становятся дополнительными ротовыми придатками — ногочелюстями.
- Шесть брюшных сегментов, несущих обычно двуветвистые листовидные конечности.
- Желудок состоит из двух камер в задней части передней кишки.

## Классификация
- подкласс филлокариды (Phyllocarida) Packard, 1879

- †отряд Archaeostraca
- †отряд Hoplostraca
- †отряд Canadaspidida
- отряд тонкопанцирные (Leptostraca) Claus, 1880

- подкласс гоплокариды (Hoplocarida) Calman, 1904

- отряд ротоногие (Stomatopoda) Latreille, 1817 (раки-богомолы)

- подкласс эумалакостраки (Eumalacostraca) Grobben, 1892
  - надотряд синкариды (Syncarida) Packard, 1885
    - †отряд Palaeocaridacea
    - отряд батинеллиевые (Bathynellacea) Chappuis, 1915
    - отряд анаспидацеи (Anaspidacea) Calman, 1904

  - надотряд перакариды (Peracarida) Calman, 1904
    - отряд спелеогрифовые (Spelaeogriphacea) Gordon, 1957
    - отряд термосбеновые (Thermosbaenacea) Monod, 1927
    - отряд лофогастриды (Lophogastrida) Sars, 1870
    - отряд мизиды (Mysida) Haworth, 1825
    - отряд Mictacea Bowman, Garner, Hessler, Iliffe & Sanders, 1985
    - отряд бокоплавы (Amphipoda) Latreille, 1816
    - отряд равноногие (Isopoda) Latreille, 1817, куда относятся в том числе мокрицы
    - отряд клешненосные ослики (Tanaidacea) Dana, 1849
    - отряд кумовые (Cumacea) Krøyer, 1846

  - надотряд эвкариды (Eucarida) Calman, 1904
    - †отряд Angustidontida Gueriau, Charbonnier & Clément, 2014[1]
    - отряд эвфаузиевые (Euphausiacea) Dana, 1852
    - отряд амфионидацеи (Amphionidacea) Williamson, 1973
    - отряд десятиногие (Decapoda) Latreille, 1802, в том числе крабы, омары и креветки